# اکورد (نیویورک)
اکورد، نیو یورک (به انگلیسی: Accord, New York) در ایالات متحده آمریکا است که در ایالت نیویورک واقع شده‌است.

## خصوصیات
اکورد ۸٫۹ کیلومترمربع مساحت و ۵۶۲ نفر جمعیت دارد و ۷۷ متر بالاتر از سطح دریا واقع شده‌است.